# 나카하라 안
나카하라 안(일본어: 中原 杏, 1969년 2월 8일(음오카야마현)은 일본의 만화가이다.

## 상세정보
- 별자리: 물병자리
- 혈액형: O형
- 취미: 음악, 컴퓨터로 그림그리기 (키라링☆레볼루션 단행본 1권 출저-)

## 데뷔작품
- 〈스위트레슨(スイートレッスン)〉
- 〈좋아좋아 정말 좋아(すき♡すき♡だいすきっ)〉
- 〈계~속 좋아좋아 정말 좋아 (ずっとすき♡すき♡だいすきっ, 한국판 제목: 정말 좋아 좋아 정말 좋아)〉
- 〈무지개빛☆프리즘 걸(にじいろ☆プリズムガール)〉 등이 있다.
- 키라링☆레볼루션(きらりん☆レボリューション, 한국방영판 제목: 라라의☆스타일기, 만화책:2004년~2009년(전14권), 애니메이션:2006년 4월 ~ 2009년 3월)
  - 2006년 4월, 애니메이션으로 방영돼서 큰 인기를 끌고, 원작도 인기를 끌었다.
- 〈빙그르르 리엘 체인지(くるるんっ☆りえるチェンジ!)〉 (전2권)
- 〈사랑하고!루나Kiss(戀して!るなKISS)〉 연재중